# Сельцы (Рязанская область)
Се́льцы — село в Рыбновском районе Рязанской области России. Центр Селецкого сельского поселения.

## Расположение
Расположено на левом берегу реки Оки, в Мещёре, в непосредственной близости от областного центра — города Рязань, до которого по прямой 35 км.

## Население
| 1859 | 1897  | 1906  | 2010 | 2012 | 2013 |
| ---- | ----- | ----- | ---- | ---- | ---- |
| 1225 | ↗1236 | ↗1417 | ↘433 | ↘431 | →431 |

## История
В письменных источниках XVII века Сельцы именовались дворцовой Селецкой рыболовской слободой. По окладным книгам 1676 года в Сельцах было 12 дворов монастырских и 20 рыболовских. В 1762 году встречается известие о построении в этом селе «новой церкви». 
В XIX — начале XX века село входило в состав Кузьминской волости Рязанского уезда Рязанской губернии. В 1905 году в селе было 503 двора.
С 1929 года село являлось центром Селецкого сельсовета Рыбновского района Рязанского округа Московской области, с 1937 года — в составе Рязанской области, с 2005 года — центр Селецкого сельского поселения.

### Храм Покрова Пресвятой Богородицы
В 1873 году, на месте сгоревшей деревянной церкви, была построена и освящена каменная Покровская церковь  (Храм Покрова Пресвятой Богородицы) с приделами Петропавловским и Космодамианским. В 30-х годах XX века церковь была упразднена и ее помещение стал занимать цех Белоомутской Швейной Фабрики. После перестройки 1991 года швейное производство было прекращено, а здание полностью заброшено. 
Первая попытка восстановления храма случилась в 2003 году. Батюшка из Луховиц восстановил алтарь и Царские врата. По большим праздникам в храме стали совершаться службы. Проводили их священники из других приходов.  
В 2024 году инициативная группа по воссстановлению храма проводила субботник и, поднявшись почистить колокол (он сохранился в ориганальном виде), увидели на нем надпись "1864 года октября 16 дня въ село Сельцы усердиемъ Луки Обухова, Афанасья Данилова, Василия Власова, Николая Карачинского и Ефрема Макарова". На колоколе стоит клеймо завода Семгиных, который славился своей продукцией в России и зарубежом. Таких колоколов остались единицы. 

## Военная история
В годы Второй мировой войны в окрестностях Селeц начали размещаться учебные военные лагеря для новобранцев.
В 1943 году в Сельцах располагался штаб Зыгмунта Берлинга, командира 1-й польской пехотной дивизии имени Тадеуша Костюшко, которая проходила там формирование. Позже, в 1943 году здесь была сформирована румынская дивизия добровольцев имени Тудора Владимиреску. Ею командовал Николае Камбря. В 1944 году в Сельцах была сформирована и 3-я польская пехотная дивизия имени Ромуальда Траугутта.
В лесном массиве, рядом с территорией, имеется братское захоронение поляков, погибших по разным причинам во время создания в Сельцах их воинских подразделений.
В октябре 2020 года силами польского военно-исторического общества «Курск» и по согласованию с Министерством обороны РФ, передавшего объект в долгосрочную аренду, начато восстановление исторического здания штаба с целью организации в дальнейшем музейно-просветительской деятельности.
Ныне в окрестностях села располагается учебный центр РВВДКУ имени генерала армии В. Ф. Маргелова.